# مسجد العطار
جامع العطار، أحد مساجد مدينة طرابلس في لبنان.
يقع في محلّة العدسة بين الملاحة والتربيعة (في باب الحديد اليوم) شمالي خان المصريين، وله ثلاثة أبواب، نقش بأعلى بابه الشرقي المطلّ على سوق البازركان الكتابة الآتية: «بسم الله الرحمن الرحيم، هذا الباب المبارك والمنبر عمل المعلم محمد بن إبراهيم المهتدي سنة أحد وخمسين وسبعماية». ويبدو من هذه الكتابة أنّ بناء هذا الباب والمنبر القريب منه جاء في وقتٍ لاحقٍ لبناء الجامع، مما يؤكد ما ذكره كرد علي من أن بناء هذا الجامع تداعى ثم أعيد بناؤه. كما يتّضح أن القسم الذي تهدّم وتمّ تجديده، هو الجزء المحيط بهذا الباب فقط. إلا أنّ الدكتور عبد العزيز سالم، التبس عليه الأمر فرأى أن تاريخ ترميم الجامع وبناء بابه الشرقي، هو تاريخ إنشائه عام 751 هـ، وعزا بناءه إلى بدر الدين بن العطار، أحد العطارين الأثرياء في طرابلس. أمّا حكمت شريف ومحمد أمين صوفي السكري فقد نسباه إلى ناصر الدين العطار المتوفى سنة 749 هـ ويرجّح هذا الرأي الأخير، لأنّ بناء الجامع سابق طبعاً لتداعيه ثم ترميمه عام 751 هـ، وسابق، أيضاً لوفاة بانيه. أما الدكتور عمر تدمري فيرجع بناءه إلى ما قبل سنة 735 هـ وينسبه إلى بدر الدين أو ناصر الدين العطار، وقد ذكر مجدداً الدكتور عمر تدمري في مرجع «الأوقاف في بلاد الشام» بأن صاحب الجامع هو محمد بن أحمد حمّال ولقبه ناصر الدين، وتاريخ بناءه يعود إلى ما قبل سنة 716هـ/1316م..
ويُعدّ هذا الجامع من أجمل جوامع طرابلس القديمة، وأجمل ما فيه بوابتاه الشرقية والغربية، ومئذنته التي تُعدُّ من أفخم مآذن طرابلس المملوكية. وليس لهذا الجامع صحن، أمّا بيت الصلاة فهو عبارة عن صالة واسعة تعلوها قُبّة تختلف عن سائر قباب طرابلس، مهندسه أبو بكر ابن البُصَيص كان من كبار المهندسين في عصره ببلاد الشام.
وقد ذكر النابلسي أن أصل هذا الجامع كنيسة: «قيل إنّ أصله كنيسة وقد عمّره رجل كان عطاراً وكان ينفق من الغيب فنسب إليه. وفي هذا الجامع أربع صفف، كل صفّة لها مدرّس له معلوم يتناوله من وقف الجامع المذكور». ويوافقه في الرأي كامل البابا الذي كتب وصف جوامع طرابلس لمحمود كرد علي، فقال: «والمشهور عند أهالي طرابلس أنه (أي جامع العطار) كان كنيسة في زمن الصليبيين، ثم تحول إلى جامع بعد الفتح الإسلامي». ورأى الدكتور عمر تدمري أنّ «سقف الجامع وخاصّة القسم القبلي منه يوحي لمن يراه بأنّه ليس بناءً إسلامياً ومن المحتمل أن هذا القسم ظلّ سليماً من الكنيسة الصليبية، ثم ألحق به القسم الشمالي حيث تقوم القبة وتنفتح بوابتا الجامع الشرقية والغربية».
وعلى يمين الباب الشرقي، نقش كتابي محفور على لوحة رخامية، وهو عبارة عن مرسوم صادر عام 821 هـ/ 1418 م عن السلطان المؤيد شيخ، يمنع فيه المتولين على وقف الجامع من تكليف المستأجرين للأراضي والمساكن التابعة له أعباء إضافية على بدل الإيجار المتّفق عليه. وهذا نصّه: «لما كان بتاريخ العشر الأول من ربيع الأول سنة أحد وعشرين وثمان مائة ورد المرسوم الشريف من السلطان المؤيد أبو النصر شيخ بأن لا يؤخذ من سكان وقف جامع العطار للمحتسبين من قدوم شهر ولا أذاً مكروه، إستجلاب أدعية المصلين ومن عمل به له أجره ومن خالف عليه غضب الله ولعنة الملائكة والناس أجمعين آمين».